# Seattle Mariners
O Seattle Mariners é uma equipe profissional norte-americana de beisebol sediada em Seattle, Washington. Eles competem Major League Baseball (MLB) como participante da Divisão Oeste da Liga Americana. O Mariners entrou na liga em 1977 como uma equipe de expansão, inicialmente jogando seus jogos no Kingdome até 1999, quando mudou-se para o T-Mobile Park.
O nome "Mariners" vem da cultura marítima na cidade de Seattle. A equipe possui o apelido M's por conta da inclusão a letra 'M' na logo primária do clube entre 1987 e 1992. As cores do clube atualmente são azul naval, verde-azulado e prata, mas entre 1977 e 1993, utilizavam azul real e dourado como cores principais. Seu mascote é o Mariner Moose.
Durante as primeiras 14 temporadas de sua existência, a equipe não atingiu 50% de vitórias nenhuma vez, empatando para a quarta maior sequência de temporadas abaixo de 50% de vitórias na história da MLB. A primeira aparição dos Mariners na pós temporada veio em 1995, onde a equipe ganhou a divisão AL West, derrotou o New York Yankees por 3-2 na ALDS mas acabou perdendo para o Cleveland Indians por 4-2 na ALCS, ficando a duas vitórias de atingir a World Series em sua primeira pós temporada.
Após atingir a pós temporada novamente em 1997 e 2000, os Mariners surpreenderam a liga ao vencer 116 jogos em 2001, quebrando o recorde de vitórias por um time na American League que foi estabelecido pelo Chicago Cubs durante a temporada de 1906. Após uma derrota em cinco jogos na ALCS para o Yankees, a equipe só iria voltar a participar da pós temporada em 2022, quebrando a maior sequência ativa sem aparições entre todas as ligas do Big 4 (MLB, NBA, NFL e NHL).

## História
O Seattle Mariners foi criado a partir de um processo legal relacionado ao time anterior da cidade, Seattle Pilots. Em 1970, o Pilots foi comprado e realocado para Milwaukee (eventualmente tornando-se o Milwaukee Brewers) por Bud Selig, um empresário nativo de Milwaukee que devotou sua vida para trazer uma equipe de beisebol profissional para a cidade novamente. Após a compra, Selig, a cidade de Seattle, o Condado de King e o estado de Washington processaram a Liga Americana por quebra de contrato. Mesmo após a saída do Pilots de Seattle, o Condado de King ainda sentia confiança que uma nova franquia de beisebol profissional iria ser criada na cidade, logo em 1972 foram começados os projetos para a construção de um novo estádio multiusos, chamado Kingdome. O nome "Mariners" foi escolhido em agosto de 1976 pelos representantes do clube após a realização de um concurso popular de nomeação do novo clube de beisebol da cidade. Mais de 600 nomes foram enviados e mais de 15 mil pessoas participaram da campanha.
Em 10 de abril de 1977, durante o quinto jogo da história da franquia, Juan Bernhardt, um rebatedor designado, rebateu o primeiro home run do Seattle Mariners.
No mesmo ano, o arremessador Diego Seguí jogou sua última temporada profissional na MLB pelo Mariners e se tornou o único jogador a fazer parte do Pilots (jogando pela franquia em 1969) e do Mariners.
A primeira temporada da franquia terminou com um recorde de 64 vitórias e 98 derrotas, o mesmo recorde que o Seattle Pilots de 1969 obteve.
Entre 1981 e 1992, a franquia foi vendida três vezes. Primeiro, em 1981 para o ex-diplomata e investidor de imóveis George Argyros, depois para o fundador e diretor financeiro do conglomerado Emmis Communications Jeff Smulyan em 1989. Apenas quatro anos após Smulyan comprar a equipe, ele a vendeu para a Nintendo of America.